# Kevin Oris
Kevin Oris (ur. 6 grudnia 1984 w Turnhout) – belgijski piłkarz występujący na pozycji pomocnika i napastnika.

## Życiorys
Junior KFC Tongerlo, KVC Westerlo, Lierse SK i KAC Olen. W Olen w 2002 roku rozpoczynał seniorską karierę, następnie grał w K Lyra TSV, FCN Sint-Niklaas i FC Verbroedering Meerhout. W 2006 roku na zasadzie wolnego transferu został zawodnikiem KSV Roeselare. W Eerste klasse zadebiutował 30 lipca 2006 roku w przegranym 1:2 spotkaniu z KVC Westerlo. W sezonie 2006/2007 rozegrał 17 spotkań w lidze, zdobywając dwa gole. Po zakończeniu sezonu przeszedł do Lommel SK, gdzie występował przez rok. W sezonie 2008/2009 wystąpił w 23 meczach Eerst3e klasse dla RAEC Mons. W latach 2009–2012 grał w Royal Antwerp FC. W styczniu 2012 wyjechał do Azji, podpisując kontrakt z Daejeon Citizen. W K League 1 zadebiutował 4 marca w przegranym 0:3 spotkaniu z Gyeongnam FC. W sezonie 2013 grał w Jeonbuk Hyundai Motors, po czym przeszedł do Liaoning FC. W Chinese Super League rozegrał dziewięć spotkań, debiutując 9 marca w zremisowanym 1:1 meczu z Shanghai Port. W kwietniu i maju był wyłączony z gry z powodu złamania palca u nogi. Przez dwa kolejne lata występował w Incheon United FC, rozgrywając w barwach tego klubu blisko 70 spotkań ligowych. W 2017 roku był zawodnikiem Kyoto Sanga FC. Po zakończeniu sezonu odszedł z klubu, a w lutym podpisał kontrakt z KVV Thes Sport Tessenderlo. W latach 2019–2022 grał w KVV Berg an Dal i FC Wezel Sport, po czym zakończył karierę.

## Statystyki ligowe
| Sezon     | Klub                       | Liga                   | Mecze | Gole |
| --------- | -------------------------- | ---------------------- | ----- | ---- |
| 2006/2007 | KSV Roeselare              | Eerste klasse          | 17    | 2    |
| 2007/2008 | Lommel United              | Tweede klasse          | 31    | 6    |
| 2008/2009 | RAEC Mons                  | Eerste klasse          | 23    | 2    |
| 2009/2010 | Royal Antwerp FC           | Tweede klasse          | 28    | 8    |
| 2010/2011 | Royal Antwerp FC           | Tweede klasse          | 31    | 21   |
| 2011/2012 | Royal Antwerp FC           | Tweede klasse          | 20    | 9    |
| 2012      | Daejeon Citizen            | K League 1             | 37    | 16   |
| 2013      | Jeonbuk Hyundai Motors     | K League 1             | 31    | 14   |
| 2014      | Liaoning FC                | Chinese Super League   | 9     | 1    |
| 2015      | Incheon United FC          | K League 1             | 35    | 6    |
| 2016      | Incheon United FC          | K League 1             | 33    | 9    |
| 2017      | Kyoto Sanga FC             | J1 League              | 27    | 6    |
| 2018/2019 | KVV Thes Sport Tessenderlo | Eerste klasse amateurs | 29    | 21   |